# دیوید مک گورک
دیوید مک گورک (انگلیسی: David McGurk؛ زادهٔ ۳۰ سپتامبر ۱۹۸۲) بازیکن فوتبال اهل بریتانیا است.
از باشگاه‌هایی که در آن بازی کرده‌است می‌توان به باشگاه فوتبال دارلینگتون، باشگاه فوتبال یورک سیتی، باشگاه فوتبال هاید، و باشگاه فوتبال هروگیت تاون اشاره کرد.